# Bentivoglio
Bentivoglio là một đô thị ở tỉnh Bologna vùng Emilia-Romagna của Ý, có vị trí khoảng 15 km về phía đông bắc của Bologna. Tại thời điểm ngày 31 tháng 12 năm 2004, đô thị này có dân số 4.593 người và diện tích là 51,1 km².
Bentivoglio giáp các đô thị sau: Argelato, Castel Maggiore, Granarolo dell'Emilia, Malalbergo, Minerbio, San Giorgio di Piano, San Pietro in Casale.